# Phillips (cráter)

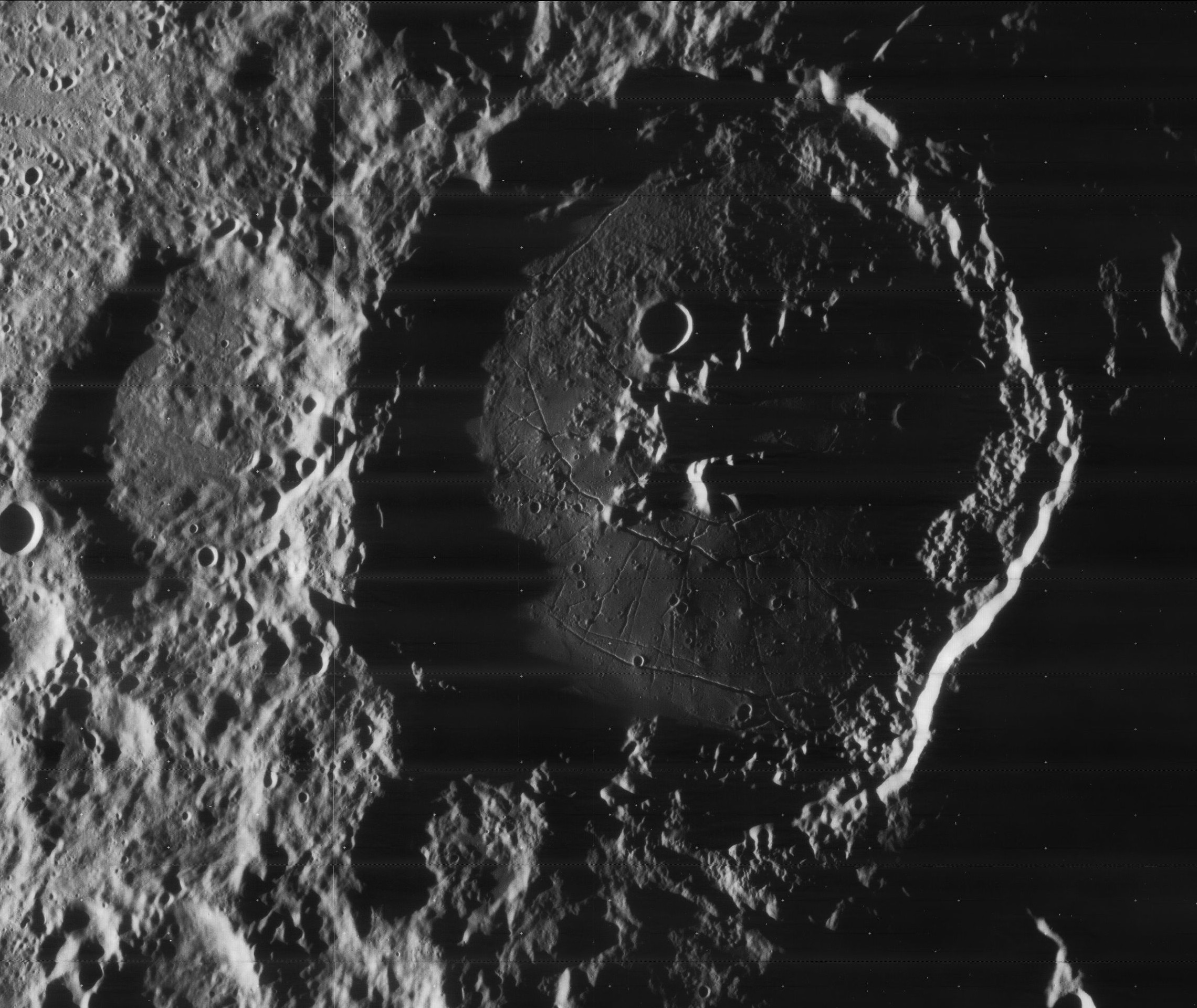
Imagen de la misión Lunar Orbiter 4 de Phillips (izquierda) y de Humboldt

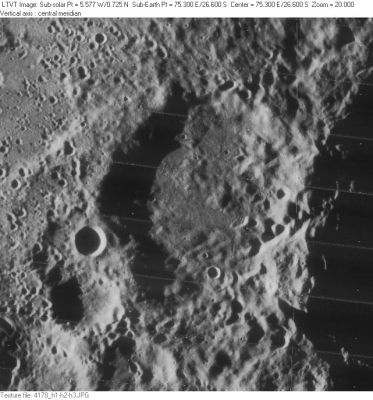
Fotografía de la misión Lunar Orbiter 4

Phillips es un cráter de impacto que se encuentra en las inmediaciones del terminador este-sureste de la Luna. La planicie más grande de Humboldt atraviesa el borde este de Phillips, y sus rampas exteriores cubren casi la mitad del suelo interior. El borde restante aparece considerablemente erosionado, con un perfil circular muy distorsionado.
|  |

El extremo norte del borde del cráter forma una curva que se proyecta hacia el exterior, y la pared interior presenta una anchura reducida en ese lado. Un pequeño cráter circular se halla sobre el borde occidental. El suelo interior es irregular en algunos lugares, con una cresta central cerca del punto medio. Al suroeste de Phillips se encuentra el cráter Legendre.

## Cráteres satélite
Por convención estos elementos son identificados en los mapas lunares poniendo la letra en el lado del punto medio del cráter que está más cerca de Phillips.
|          | \| Phillips \| Coordenadas \| Diámetro \| \| -------- \| ----------------------------- \| -------- \| \| A \| 27°06′S 73°36′E / -27.1, 73.6 \| 13 km \| \| B \| 23°18′S 70°30′E / -23.3, 70.5 \| 40 km \| \| C \| 26°30′S 71°12′E / -26.5, 71.2 \| 6 km \| \| D \| 25°00′S 70°48′E / -25.0, 70.8 \| 61 km \| \| E \| 25°36′S 68°18′E / -25.6, 68.3 \| 8 km \| \| F \| 25°06′S 68°48′E / -25.1, 68.8 \| 11 km \| \| G \| 24°36′S 68°42′E / -24.6, 68.7 \| 8 km \| \| H \| 25°18′S 71°36′E / -25.3, 71.6 \| 7 km \| \| W \| 25°18′S 72°48′E / -25.3, 72.8 \| 63 km \| |          |
| Phillips | Coordenadas | Diámetro |
| A        | 27°06′S 73°36′E / -27.1, 73.6 | 13 km    |
| B        | 23°18′S 70°30′E / -23.3, 70.5 | 40 km    |
| C        | 26°30′S 71°12′E / -26.5, 71.2 | 6 km     |
| D        | 25°00′S 70°48′E / -25.0, 70.8 | 61 km    |
| E        | 25°36′S 68°18′E / -25.6, 68.3 | 8 km     |
| F        | 25°06′S 68°48′E / -25.1, 68.8 | 11 km    |
| G        | 24°36′S 68°42′E / -24.6, 68.7 | 8 km     |
| H        | 25°18′S 71°36′E / -25.3, 71.6 | 7 km     |
| W        | 25°18′S 72°48′E / -25.3, 72.8 | 63 km    |